# Kielwasser

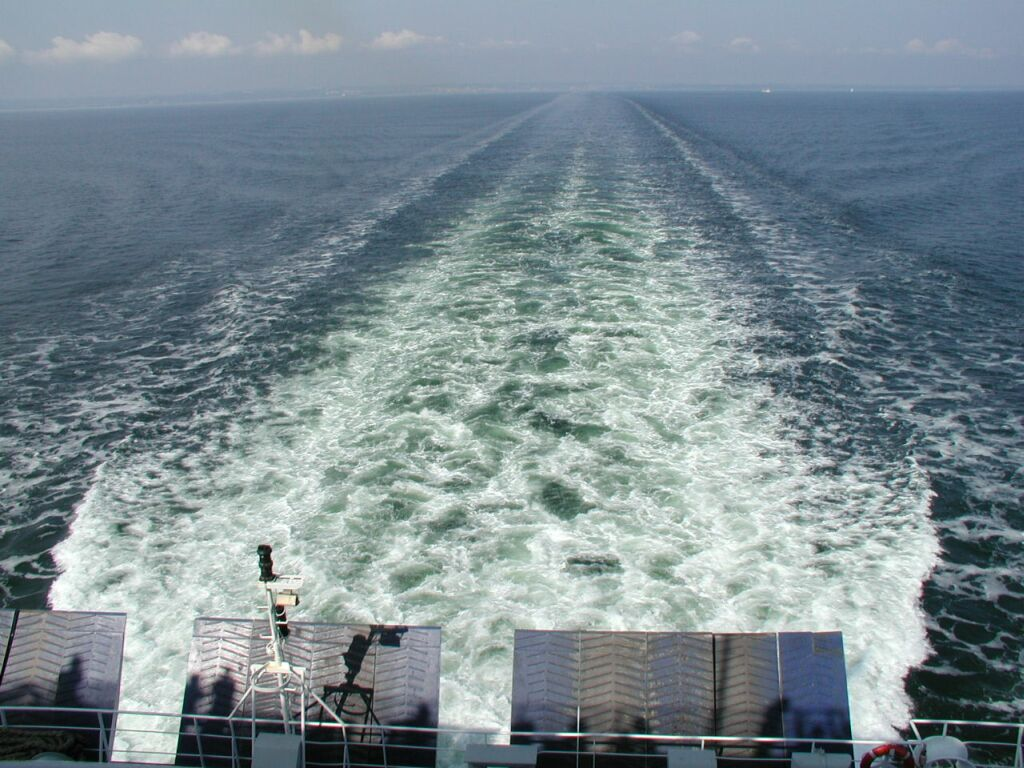
Kielwasser hinter einem Fährschiff

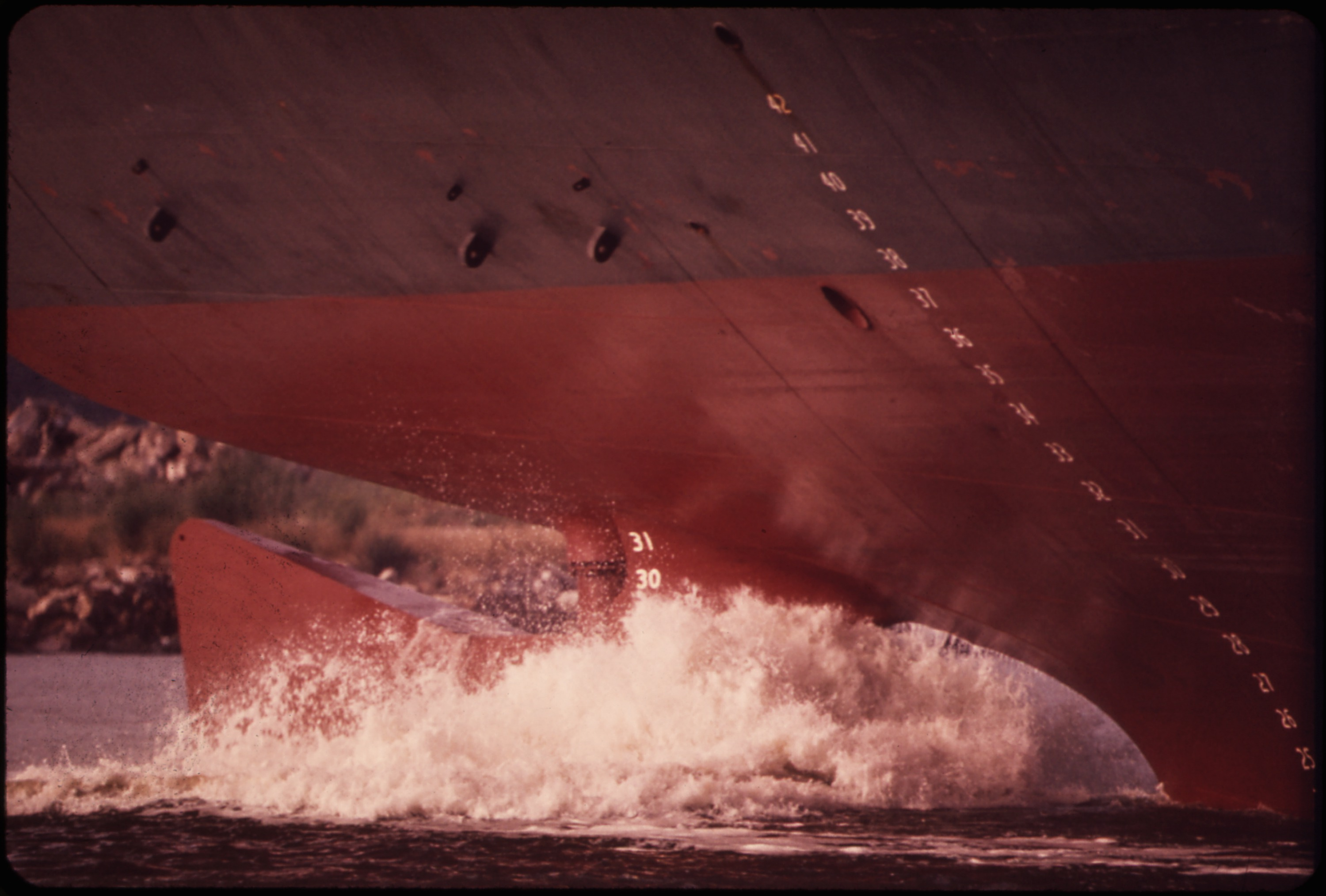
Entstehung des Kielwassers

Kielwasser, auch Heckwasser oder Hecksee, ist die Verwirbelung des Wassers, die durch ein Schiff erzeugt wird.
Das Kielwasser entsteht durch den Impuls, den der durch das Wasser bewegte Schiffsrumpf auf das Wasser überträgt. Bei motorisierten Schiffen tragen außerdem Verwirbelungen des Wassers durch die Schiffsschraube zum Kielwasser bei.
Bei Segelschiffen entsteht eine lange sichtbar bleibende Furche im Wasser, die selbst bei bewegter See fast ganz eben und ruhig bleibt. Deshalb wurde das Kielwasser früher für ab- und zugehende Boote ausgenutzt.
In der Seekriegsführung stellt die Kielspur ein erhebliches Problem dar, da selbst kleinste Einheiten (wie Torpedos oder Sehrohre) eine deutlich sichtbare Spur im Wasser hinterlassen können. In der Seerettung wird ein Hochfrequenz-Radar verwendet, um solche Spuren auch bei Nacht deutlich darzustellen. Die Radarsignatur der Kielspur kann die des erzeugenden Schiffes erheblich übersteigen. Deswegen kommen bei Tarnkappenschiffen Rumpfformen zum Einsatz, die verstärkt horizontale Wirbel erzeugen, da diese sich schneller zerstreuen und weniger Flanken und damit weniger Radar-Reflexionen erzeugen als vertikale Wirbel.
Umgangssprachlich bedeutet der Spruch „in jemandes Kielwasser segeln/fahren“: jemandem zu folgen/jemanden nachzuahmen.
Beim Wakeboarden wird das Kielwasser des ziehenden Bootes als Kicker für Sprünge genutzt. Spezielle Wakeboard-Boote sind daher so konstruiert, dass die Charakteristik der Kielwelle durch Ballast und Einstellungen des Antriebs gesteuert werden kann.